# Corinna Shattuck

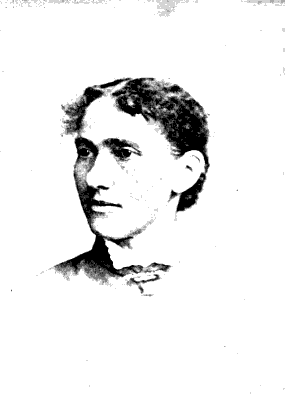
Corinna Shattuck

Corinna Shattuck (* 21. April 1848 in Louisville (Kentucky); † 25. Mai 1910 in Newton (Massachusetts)) war eine amerikanische Lehrerin und evangelische Missionarin.

## Leben
Corinna Shattuck wuchs als Waise bei ihren Großeltern in Acton (Massachusetts) auf. Sie erhielt eine Ausbildung zur Lehrerin an der Framingham Normal School, heute Framingham State University, in Framingham in Massachusetts und wurde Missionarin der evangelischen Missionsgesellschaft American Board of Commissioners for Foreign Missions. 
1873 wurde sie in den Nahen Osten ausgesandt. Sie verließ New York City am 27. August 1873 und erreichte Aintab (heute Gaziantep) in Südostanatolien am 18. November 1873. Den Winter 1876/77 verbrachte sie in Urfa, den Winter 1878/79 in Adana. 1879 kehrte sie aus Gesundheitsgründen in die USA zurück und erholte sich in Colorado Springs. Im Juni 1880 schied sie aus dem Dienst der Missionsgesellschaft aus, kehrte jedoch 1883 zurück, um sich erneut aussenden zu lassen. Sie verließ New York am 14. November 1883, erreichte Adana am 12. Dezember 1883. Bis 1892 lehrte sie in Marasch (Kahramanmaraş) und ab 1892 in Urfa. Von 1899 bis zum September 1900 war sie auf Heimaturlaub in den USA. Am 29. September 1900 war sie wieder in Urfa, wo sie bis 1910 blieb. Am 8. Mai 1910 erreichte sie Boston, starb aber schon kurz darauf an Tuberkulose.
Corinna Shattuck lehrte an Schulen für Mädchen in Aintab, Marasch und Urfa. Nachdem Mara Haratounian, eine ihrer ehemaligen Schülerinnen, die inzwischen Lehrerin geworden war, nahezu erblindete, baute Corinna Shattuck mit ihr ab 1902 eine Blindenschule in Urfa auf und produzierte Lehrmaterialien in Brailleschrift, die sie für die armenische Sprache anpasste. Mit Hilfe der British and Foreign Bible Society ließ sie Bibelteile auf Armenisch in Braille drucken.

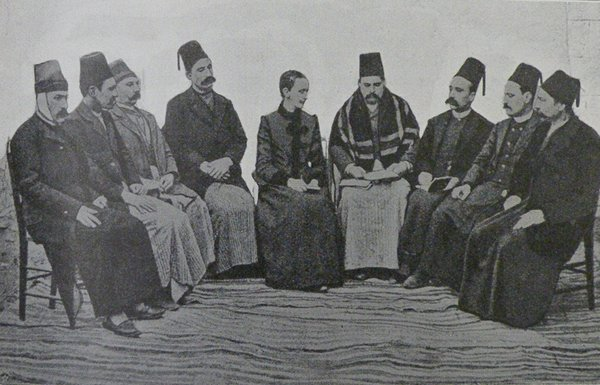
Corinna Shattuck in Urfa

In Urfa wurde sie Zeugin der Massaker an Armeniern im Winter 1895/96, über die sie in die USA berichtete. Sie wurde Zeugin des Massenmords am 28. Dezember 1895, bei dem von bis zu 4000 Getöteten etwa 1500 in einer Kirche lebendig verbrannt wurden, und beschrieb dies 1896 brieflich als „ein Massaker, das zu einem großen Holocaust wurde“. Ihr Einsatz, mit dem sie das durch internationale Verträge geschützte Gelände der Missionsschule verteidigte, rettete ca. dreihundert armenischen Frauen und Kindern das Leben. Sie verdankte ihre eigenen Rettung einer Gruppe mutiger türkischer Beamter. Nach dem Massaker organisierte sie Hilfe für die Überlebenden und koordinierte die Unterbringung der ca. 3000 hinterbliebenen Waisenkinder, teilweise in Verbindung mit dem deutschen Syrischen Waisenhaus und dem Armenischen Hilfswerk von Johannes Lepsius. Um den Witwen und Waisen ein Einkommen zu verschaffen, richtete sie Weberei- und Stickereiwerkstätten ein. Ihre Reise in die USA 1900 nutzte sie, um auch in Europa Abnehmer für die Produkte der Werkstätten, insbesondere bestickte Taschentücher, zu finden. 
Sie wurde auf dem Friedhof von Newton beigesetzt. Ihr Grabstein mit Inschriften auf Englisch und Armenisch wurde von der armenischen Gemeinde in Urfa gestiftet.